# 신태건
신태건(申泰建, 1879년 8월 15일 ~ ?)은 대한제국과 일제강점기의 관료로, 본관은 평산이며 본적은 한성부 북서(北署) 순화방(順化坊)이다.

## 생애
1902년 11월 10일 예식원 번역관으로 임명되면서 주임관 6등에 서위되었으며 1903년 12월 25일 주임관 5등에 서위되었다. 1905년 3월 11일 예식원 예식관으로 임명되었다. 예식원 번역관 재직 시절 대한제국을 방문한 일본의 히로야스(博恭) 친왕을 접반한 공로를 인정받아 1905년 8월 17일 일본 정부로부터 훈5등 욱일장을 받았으며 1905년 9월 21일 대한제국 정부로부터 훈5등 팔괘장을 받았다.
1906년 9월 29일부터 1907년 12월 22일 강원도 흡곡군수를 역임했고 1912년 11월 14일 조선총독부 경상남도 사천군수로 임명되면서 고등관 8등에 서위되었다. 1914년 3월 1일 경상남도 동래군수로 임명되었으며 1916년부터 1917년까지 경상남도 지방토지조사위원회 임시위원을 역임했다.
1918년 7월 1일 경상남도 울산군수로 임명되면서 고등관 7등에 서위되었고 1919년 울산교풍회를 조직했다. 1919년 3월 경상남도 울산군(현재의 울산광역시) 각 면을 순회하면서 주민들의 3·1 운동 참여를 저지했으며 1919년 4월 28일 3·1 운동을 탄압하기 위해 결성된 단체인 울산자위회를 조직했다. 1921년 3월 30일 식민 통치에 협력한 공로를 인정받아 일본 정부로부터 훈4등 서보장을 받았다.
1922년 3월 9일부터 1923년 3월 19일 경상남도 밀양군수로 재직하면서 고등관 6등에 서위되었으며 1930년부터 1932년까지 조선총독부 중추원 조사과 촉탁, 1934년부터 1936년까지 황해도 내무부 지방과 촉탁을 역임했다.
민족문제연구소의 친일인명사전 수록자 명단의 관료 부문, 친일반민족행위진상규명위원회가 발표한 친일반민족행위 705인 명단에 포함되었다.

## 참고자료
- 친일반민족행위진상규명위원회 (2009). 〈신태건〉. 《친일반민족행위진상규명 보고서 Ⅳ-9》. 서울. 261~266쪽.